# 光通訊
光通訊（英語：Optical communication）是一種利用光來攜帶資訊的通訊技術，也稱為遠程光通訊。不論利用電子儀器傳收或以肉眼直接觀察光都屬於光通訊。光通訊技術最早可以回溯到數百年前。即1880年發明的光電話機是最早的光通訊儀器。
光通訊系統由發射器（transmitter）、頻道（channel）、接收器（receiver）組成。發射器將資訊編碼成光訊號；頻道將訊號傳送至目的地；接收器將光訊號重新轉換成發送的資訊。當通訊系統的設備中不使用接收器時，也可以是藉由人眼觀察來解釋訊號，簡單的訊號如烽火、複雜的訊號則如光編譯的色碼或閃光摩斯密碼等。
因為在地面上會受自然環境，如地形、氣候及光可用性的影響，自由空間光通信僅能太空中佈署。

## 形式
如烽火、液壓電報、船隻的旗幟、信號燈等是最早的光通訊技術

。液壓電報最早可以回溯到公元四世紀前的希臘。而在使用燈塔與導航燈防止船難的年代，海水手使用的求救信號彈也是一種光通訊技術。
日像儀利用鏡子將日光反射到遙遠觀察者所在。
當信號員使鏡子些微傾斜，觀察者處就能利用光的閃爍傳輸預先安排的信號密碼。而海軍船艦經常用信號燈代替日光，並以此方法來傳遞摩斯密碼。
飛機駕駛員經常使用目視進場下滑道指示器為了安全著陸會投射出光系統，由其是在晚上特別需要。軍用飛機利用類似的光系統正確地著陸在航空母艦上。色光系統會通訊飛機相對於標準著陸下滑道。同時，因為無線電無法使用，機場控制塔會使用阿爾迪斯燈傳輸指令給飛機。
現今，許多的電子系統利用脈衝光來發射與接收資訊。如今絕大多數的電子資料及長距離的電話都是利用光纖來傳輸，而不是廣播、地面微波、或衛星傳輸。自由空間光通訊也每天使用在各種應用上。

## 信號燈
信號燈（如阿爾迪斯燈）是利用視覺信號（如摩斯密碼）的通訊設備。
近代的信號燈著重於製造脈衝光，製造光脈衝最簡單方式為設置一截光器在燈源前方，並由人為方式或機械化操作截光器重複進行開啟、關閉的動作。一個手持式燈源與一個傾斜的凹面鏡就可以製造光脈衝。此外，海軍艦艇和機場控制塔上的信號燈通常也配備有某種形式的光學瞄準鏡。
航空光信號主要用於無線電失靈、飛機沒有裝備無線電、飛機駕駛員聽力受損時等情況。空中交通管制員長期使用光槍來指揮飛機，光槍能發射三種顏色的高亮度光束，分別為紅色、白色、綠色。這些色光能以閃爍、穩定照射等不同方式來進行指揮，並且代表不同的指令(例如:起飛、登陸)，飛行員可以透過擺動副翼、閃爍著陸燈、航行燈來做回應。在標準化的指示系統中，只有12個標準指示沒有利用到摩斯密碼。

## 光纖通訊
光纖為目前最常見的光通訊技術，主要以發光二極體（LED）或雷射二極體（LD）作為發射器。由於紅外光波段在光纖中傳遞受到的色散、衰减的影響比可見光小，紅外光為光纖中主要傳遞的波段。雖然已經有實驗室做出相位調製與頻率調製技術，光信號目前還以強度調製最常見。摻鉺光纖放大器對於光纖通訊是相當重要的發明，它解決了光信號需要轉換成電信號才能放大的缺點，大大地延長了光信號的傳遞距離。